# Hamburg Masters 2003
De Hamburg Masters is een internationaal hockeytoernooi voor mannen, dat onder auspiciën staat van de Duitse hockeybond. Aan de negende editie in de Noord-Duitse staad Hamburg deden vier landen mee: Argentinië, titelverdediger Duitsland, India en Spanje.

## Uitslagen

### Vrijdag 27 juli 2003
- Argentinië-India             1-4
- Spanje-Duitsland             2-2

### Zaterdag 28 juli 2003
- Spanje-Argentinië            2-1
- India-Duitsland              2-3

### Zondag 29 juni 2003
- India-Spanje                 4-2
- Duitsland-Argentinië         4-4

## Eindstand
| № | Land       | WG | W | G | V | DV | DT | +/– | Punten |
| - | ---------- | -- | - | - | - | -- | -- | --- | ------ |
| 1 | India      | 3  | 2 | 0 | 1 | 10 | 6  | +4  | 6      |
| 2 | Duitsland  | 3  | 1 | 2 | 0 | 9  | 8  | +1  | 5      |
| 3 | Spanje     | 3  | 1 | 1 | 1 | 6  | 7  | –1  | 4      |
| 4 | Argentinië | 3  | 0 | 1 | 2 | 6  | 7  | –1  | 1      |

1989 · 1993 · 1996 · 1997 · 1998 · 2000 · 2001 · 2002 · 2003 · 2004 · 2005 · 2006 · 2007 · 2008 · 2009 · 2010 · 2012 · 2013 · 2014 · 2015 · 2016 · 2017 · 2018 · 2019